# Бочково (Харьковская область)
Бочко́во (укр. Бочкове) — село,
Волоховский сельский совет,
Волчанский район,
Харьковская область, Украина.
Население по переписи 2001 г. составляет 136 (72/64 м/ж) человек.

## Географическое положение
Село Бочково находится на правом берегу реки Волчья, на противоположном берегу расположены сёла Чайковка и Волоховка, к селу примыкает большой лесной массив (сосна).

## История
- 1695 — дата основания[1].

## Экономика
- В селе есть молочно-товарная ферма.

## Достопримечательности
- Ботанический заказник общегосударственного значения «Волчанский». Площадь, 185,0 га. Размещен около сёл Землянки, Малая Волчья, Николаевка, Волоховка, Нестерное, Охримовка, Бочково. Редкие меловые и степные фитоценозы на правому берегу реки Волчья, уникальное на Украине месторасположение реликтового эндемичного исчезающего вида кустарников — волчеягодник Софии. В растительном покрове значительная роль принадлежит группировкам с доминированием эндемических, реликтовых и исчезающих видов из Европейского Красного списка: проломник Козо-Полянского, гисоп меловой, полынь молочноцветковая, ранник меловой. Флора насчитывает более 500 видов растений.